# برونونو
برونونو (به لاتین: Beronono) یک منطقهٔ مسکونی در ماداگاسکار است که در آنالامانگا واقع شده‌است. برونونو ۱۴٬۱۴۸ نفر جمعیت دارد و ۸۵۴ متر بالاتر از سطح دریا واقع شده‌است.